# 彼得一世 (奥尔登堡)
彼得·弗里德里希·路德维希（Peter Friedrich Ludwig，1755年1月17日—1829年5月21日），1823年至1829年为奥尔登堡公爵，称彼得一世。就任公爵前为吕贝克助理主教和奥尔登堡摄政王。

## 生平
彼得·腓特烈·路德维希是荷尔斯泰因-戈托普的格奧爾格·路德維希与石勒苏益格-荷尔斯泰因-宗德堡-贝克的索菲（Sophie Pss von Schleswig-Holstein-Sonderburg-Beck）的第三子，1755年生于黑森陶努斯的里森堡。他的祖辈详见下表：
| 歐登堡公爵彼得一世 | 父亲： 荷尔斯泰因-戈托普的 格奧爾格·路德維希王子       | 祖父： 荷尔斯泰因-戈托普-奥伊汀的 霍爾斯坦-戈托普的克里斯蒂安·奧古斯特 | 祖父之父： 石勒苏益格-荷尔斯泰因-戈托普公爵克里斯蒂安·阿尔布雷希特    |
| 歐登堡公爵彼得一世 | 父亲： 荷尔斯泰因-戈托普的 格奧爾格·路德維希王子       | 祖父： 荷尔斯泰因-戈托普-奥伊汀的 霍爾斯坦-戈托普的克里斯蒂安·奧古斯特 | 祖父之母： 丹麦公主弗雷德里卡·阿玛利亚                                |
| 歐登堡公爵彼得一世 | 父亲： 荷尔斯泰因-戈托普的 格奧爾格·路德維希王子       | 祖母： 巴登-杜拉赫的阿尔贝汀妮·弗里德里克                              | 祖母之父： 巴登-杜拉赫藩侯弗里德里希七世·马格努斯                     |
| 歐登堡公爵彼得一世 | 父亲： 荷尔斯泰因-戈托普的 格奧爾格·路德維希王子       | 祖母： 巴登-杜拉赫的阿尔贝汀妮·弗里德里克                              | 祖母之母： 石勒苏益格-荷尔斯泰因-戈托普的奥古斯苔·玛丽                |
| 歐登堡公爵彼得一世 | 母亲： 石勒苏益格-荷尔斯泰因-宗德堡-贝克的 索菲·夏洛特 | 外祖父： 石勒苏益格-荷尔斯泰因-宗德堡-贝克公爵 弗里德里希·威廉二世     | 外祖父之父： 石勒苏益格-荷尔斯泰因-宗德堡-贝克公爵弗里德里希·路德维希 |
| 歐登堡公爵彼得一世 | 母亲： 石勒苏益格-荷尔斯泰因-宗德堡-贝克的 索菲·夏洛特 | 外祖父： 石勒苏益格-荷尔斯泰因-宗德堡-贝克公爵 弗里德里希·威廉二世     | 外祖父之母： 石勒苏益格-荷尔斯泰因-宗德堡-奥古斯腾堡的路易丝·夏洛特   |
| 歐登堡公爵彼得一世 | 母亲： 石勒苏益格-荷尔斯泰因-宗德堡-贝克的 索菲·夏洛特 | 外祖母： 多纳-施洛蒂恩的乌苏拉·安娜                                    | 外祖母之父： 多纳-施洛蒂恩城堡伯爵克里斯托夫一世                      |
| 歐登堡公爵彼得一世 | 母亲： 石勒苏益格-荷尔斯泰因-宗德堡-贝克的 索菲·夏洛特 | 外祖母： 多纳-施洛蒂恩的乌苏拉·安娜                                    | 外祖母之母： 多纳的弗莱德·玛丽                                        |

1776年，彼得被祝圣为吕贝克助理主教，成为叔父奥尔登堡公爵兼吕贝克亲王主教弗里德里希·奥古斯特一世在吕贝克的助手和吕贝克主教领地的继承人。1785年，弗里德里希·奥古斯特一世去世后，他继承了吕贝克主教领地。因为他的堂兄，继任的公爵威廉有精神疾病不能主政，他被选为摄政而成为奥尔登堡实际的统治者。
在彼得任摄政期间，奥尔登堡先后得到了奥尔登堡明斯特兰、吕贝克主教领地、比肯菲尔德、耶沃和克尼普豪森等领土，面积大大增加，并在1815年的维也纳会议后被升为大公国。但威廉仍使用公爵的称号。
1823年，彼得的堂兄奥尔登堡公爵威廉去世，他继承了实际统治了38年的国家，成为奥尔登堡公爵彼得一世。他亦没有采用大公的称号。
彼得一世于1829年在威斯巴登去世，终年74岁。长子奥古斯特继承了他的爵位，并成为奥尔登堡第一任大公。

## 婚姻与子女
1781年6月26日，彼得在蒙贝利亚尔附近的埃提佩斯城堡（Château d'Etupes）与符腾堡公爵腓特烈二世·歐根的次女弗里德里克·伊丽莎白·阿玛丽埃（Friederike Elisabeth Amalie，1761年4月21日—1785年11月24日）结婚，育有二子：
- 长子保尔·弗里德里希·奥古斯特（Paul Friedrich AUGUST，1783年7月13日—1853年2月27日），1829年成为奥尔登堡大公。
- 次子彼得·弗里德里希·格奥尔格（Peter Friedrich Georg，1784年5月9日—1812年12月27日），1809年4月30日与远房堂兄俄罗斯沙皇保罗一世的四女儿葉卡捷琳娜·巴甫洛夫娜结婚，有二子。格奥尔格去世后叶卡捷琳娜又嫁给了符腾堡王储威廉（后来的国王威廉一世）。

| 彼得一世 (奥尔登堡) 霍爾斯坦-戈托普王朝奥尔登堡王朝的分支出生于：1755年1月17日逝世於：1829年5月21日 | 彼得一世 (奥尔登堡) 霍爾斯坦-戈托普王朝奥尔登堡王朝的分支出生于：1755年1月17日逝世於：1829年5月21日 | 彼得一世 (奥尔登堡) 霍爾斯坦-戈托普王朝奥尔登堡王朝的分支出生于：1755年1月17日逝世於：1829年5月21日 |
| --------------------------------------------------------------------------------------------------- | --------------------------------------------------------------------------------------------------- | --------------------------------------------------------------------------------------------------- |
| 前任： 弗里德里希·奥古斯特                                                                          | 吕贝克助理主教 1785年—1803年                                                                        | 并入奥尔登堡公国                                                                                    |
| 无                                                                                                  | 奥尔登堡摄政 1785年—1823年                                                                          | 成为公爵                                                                                            |
| 前任： 威廉                                                                                         | 奥尔登堡公爵 1823年-1829年                                                                          | 繼任： 奥古斯特                                                                                     |